# Mesynodites affinis
Mesynodites affinis är en skalbaggsart som beskrevs av August Reichensperger 1931. Mesynodites affinis ingår i släktet Mesynodites och familjen stumpbaggar. Inga underarter finns listade i Catalogue of Life.